# Dobrá země
Dobrá země (angl. The Good Earth) je drama režiséra Sidneyho Franklina z roku 1937 s Paulem Munim a Luise Rainerovou v hlavní roli. Snímek byl natočen na motivy stejnojmenného románu spisovatelky Pearl S. Buckové z roku 1931 a také na základě stejnojmenné divadelní hry Owena a Donalda Davisových z roku 1933. Film získal z pěti nominací dva Oscary za nejlepší ženský herecký výkon v hlavní roli pro Luise Rainerovou a za nejlepší kameru.

## Děj
Čínský rolník Wang Lung (Paul Muni) se připravuje na svatbu se služkou (Luise Rainerová) z Velkého domu. Tu rodiče prodali v době sucha a hladomoru, aby uživili její mladší sourozence. Wang jde žádat do Domu o její ruku, aniž by ji kdy předtím viděl. Pokorná a plachá O-Lan je ráda, že opouští Velký dům, ve kterém se k ní nechovali nejlépe. Tvrdou prací pomáhá Wangovi nejen v domě, ale především na poli. Když Wang zjistí, že O-Lan je těhotná, celý se zaraduje. I přes svůj zdravotní stav O-Lan pomáhá obdělávat úrodnou půdu a sklízí pšenici před velkou bouřkou. Wang ji požádá, aby si šla lehnout, avšak O-Lan neposlechne a snaží se zachránit co nejvíce pšenice. Když ji zmohou uprostřed velké bouřky porodní bolesti, Wang ji odnese do jejich domu a utíká na pole zachraňovat úrodu. O-Lan mezitím porodí bez pomoci jejich prvního syna.
Jak plyne čas, neustálou pílí a skromností Wang šetří stříbrné mince, aby mohl zakoupit více polí. Jeho rodina se nadále rozrůstá, O-Lan mu porodí dalšího syna a dceru. V domě s nimi žije Wangův otec (Charley Grapewin) a vedle v sousedství ještě Wangův líný strýc (Walter Connolly) s rodinou. Ten pracuje na Wangových polích.
Jednou odpoledne celá rolníkova rodina pozoruje přesun velkého množství obyvatel. Její obavy ze sucha se naplní a veškerou úrodu zničí nedostatek vláhy. Wang a O-Lan chvíli uvažují o prodeje své holčičky do Velkého domu, aby se aspoň částečně najedli. Nakonec však nápad zavrhnou, protože své děti milují. Strýc jej nejdřív přemlouvá k prodeji polí za hubičku, Wang je však neoblomný a svých polí se vzdát nechce. Strýc na něj poštve vesnici podezírajíc ho z toho, že má co jíst, kdežto oni ne. Když násilím vtrhnou do rolníkova domu, zjistí, že O-Lan sice vaří polívku, ale je to jen vařící hlína ze země. Když už je situace natolik vážná, že ohrožuje jejich životy, rozhodnou se opustit svoji půdu a zkusit štěstí ve městě.
V drsných podmínkách velkoměsta učí O-Lan své děti žebrat. Když časem začnou jejich synové i krást, Wang je vážně nešťastný. Jednoho dne při pouličních potyčkách je O-Lan zavlečena davem do honosného domu, který dav vyrabuje. V něm je omráčena a probouzí se na podlaze s velkými bolestmi. Vedle ní je malý sáček s množstvím drahých perel a kamenů. Schová si to do kapsy a chce se pomalu dostat z domu. Zatknou ji však vojáci a musí si stoupnout do řady. Když O-Lan vidí, jak jedné ženě najdou v kapsách ukradený majetek a pak ji zastřelí, přemůžou ji mdloby. Má jít na řadu, když jsou v tom všichni vojáci povoláni na jiné místo, aby potlačili lidovou revoluci. O-Lan si oddechne a ukáže svůj úlovek Wangovi. Tyto drahé kameny jim umožní nejen vrátit se na sever do svého domova, ale zakoupit i více polí a dát práci více lidem.
Jednoho dne těšící se Rolník oznámí své ženě, že koupil Velký dům. Ten dům, ve kterém kdysi otročila, a ve kterém se stane paní. O-Lan, chronicky nemocná po tom, co ji dav málem ušlapal, není šťastná. Prosí Wanga, aby ji věnoval dvě perly, jako symbol lásky. Rolník neváhá a kameny jí věnuje. Velký dům však přes nesouhlas ženy kupuje. Jejich starší syn (Keye Luke) začne navštěvovat univerzitu, aby mohl otci pomáhat s podnikem. Když Wangův strýc pozve rolníka na skleničku do nočního podniku, Wang spozná krásnou a marnivou tanečnici Lotus (Tilly Losch). Zamiluje se do ní. A nastěhuje si jí do domu jako svou druhou ženu. O-Lan je nešťastná a smutná, avšak s pokorou přijímá svůj úděl. Její zdravotní stav se zhoršuje. Wang požádá O-Lan, aby mu vrátila drahokamy, protože je chce věnovat milence. O-Lan se i nadále stará o dům a dcerku, protože z obou synů už vyrostli mladí muži připraveni kdykoliv přebrat podnik po svém otci.
Rolník Wang překvapí milenku a svého staršího syna. Ponížen zradou svého syna, vyžene ho z domu a sděluje mu, aby se nevracel. Zavrhne i tanečnici Lotus. V tom samém čase se blíží hejno kobylek, které ničí veškerou úrodu. Wang přichází s nápadem, jak uchránit svůj majetek a obživu. Potřebuje k tomu co nejvíce rukou a tak se jeho nejstarší syn prosíc otce o odpuštění připojí k pomoci. Miliony kobylek zažene oheň, voda a vítr, a tak je úroda rolníka Wanga uchráněna. Nakonec si uvědomuje skutečnou lásku ke své první ženě a prodává Velký dům.
V den svatby svého nejstaršího syna přichází rolník k smrtelné posteli O-Lan, která pozoruje slavnost z povzdálí. Wang vrací své ženě dvě perly, které ji kdysi věnoval a kterými deklaroval lásku k ní. O-Lan uchopí do křehké ruky drahé kameny a držíc se svého muže umírá.

## Obsazení

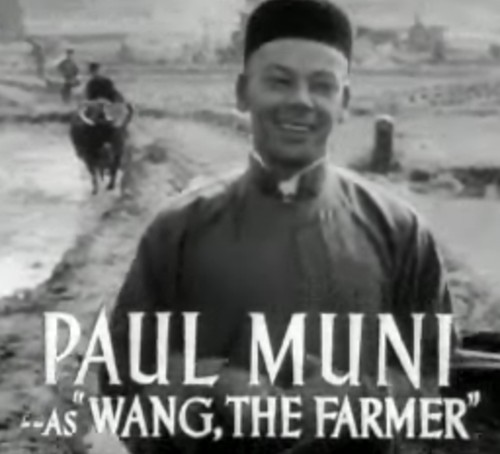
Paul Muni jako farmář Wang

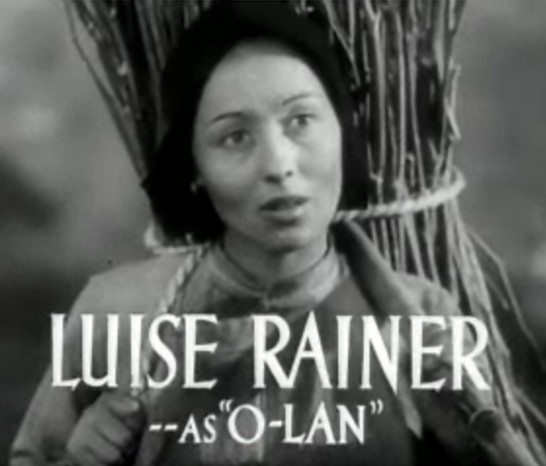
Luise Rainer jako farmářova žena O-Lan

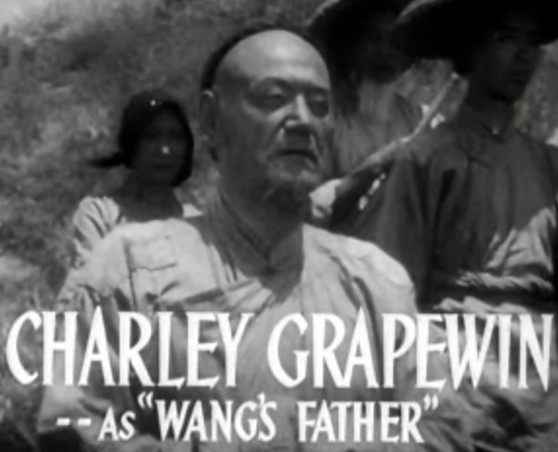
Wangova otce zahrál Charley Grapewin

| Paul Muni        | rolník Wang Lung   |
| Luise Rainer     | Wangova žena O-Lan |
| Walter Connolly  | Wangův strýc       |
| Charley Grapewin | Wangův otec        |
| Tilly Losch      | Lotus              |
| Keye Luke        | Wangův starší syn  |
| Roland Lui       | Wangův mladší syn  |

## Produkce
Film byl natočen v produkci studia M-G-M a jako producent je uvedený tehdejší šéf studia, Irving Thalberg. Pro něj to byl první film, v titulcích kterého bylo zmíněno jeho jméno, a zároveň poslední film před smrtí. Také proto mu tvůrci v titulcích snímek věnovali.
Film se natáčel částečně v čínském Pekingu (exteriéry) a v USA. Jelikož v čase natáčení byl rozpoután čínsko-japonský konflikt, čínská vláda měla podmínku, aby ve filmu neúčinkoval žádný japonský herec. Autorka předlohy Pearl S. Buck měla zase podmínku, aby všichni herci byli původem z Číny, resp. měli čínsko-americké předky. To se vzhledem k nedostatku herců nedalo splnit.
Scény natáčené v Číně byly vedeny režisérem George W.Hillem. Jelikož byly scény náletu sarančat technicky náročné, nebylo studio schopné jejich vytvoření zaplatit. Když však tvůrci dostali zprávu, že o několik provincií dále je skutečný nálet kobylek, neváhali odjet na místo neštěstí a sarančata natočit.

## Zajímavosti
Herečka Luise Rainer byla první, která získala druhého Oscara a zároveň první, která ho získala dva roky za sebou. Původně chtěla její postavu O-Lan hrát přítelkyně spisovatelky Buckové, herečka Anna May Wong. Producent Thalberg však už do hlavní mužské role obsadil Paula Muniho a vzhledem k tzv. Haysovu kodexu nemohl do role jeho manželky obsadit herečku jiné, než bílé rasy.

## Ocenění

### Oscar
- Nejlepší herečka – Luise Rainer (cena)
- Nejlepší kamera – Karl Freund (cena)
- Nejlepší film – Metro-Goldwyn-Mayer (nominace)
- Nejlepší režie – Sidney Franklin (nominace)
- Nejlepší střih – Basil Wrangell (nominace)